# Atelier des poètes
L'Atelier des poètes (russe : Цех поэтов, traduit également par Guilde ou Corporation des poètes) est le nom retenu par plusieurs unions poétiques du XXe siècle, à Saint-Pétersbourg, Moscou, Tbilissi, Bakou, Berlin et Paris.

## Atelier des poètesde Saint-Pétersbourg
A à Saint-Pétersbourg, trois unions ont successivement porté ce nom.
Le premier Atelier des poètes a été fondé en 1911 par Nikolaï Goumilev et Sergueï Gorodetski et fut actif jusqu'en 1914. Sa première réunion se tint le 20 octobre dans l'appartement de Gorodetski. On n'y vint qu'invité, ce qui donna à la réunion une aura de secret.
En plus des fondateurs, y prirent part Anna Akhmatova, qui était secrétaire, Ossip Mandelstam, Mikhaïl Zenkevitch, Vladimir Narbout, Marie Skobtsova, Mikhaïl Lozinski, Vassili Hippius (ru), Maria Moravskaïa (ru), Vera Gedroitz, ainsi qu'à la première époque Mikhaïl Kouzmine, Alexis Tolstoï, Viktor Tretiakov (ru) et Vladimir Maïakovski.
Le nom de l'union évoquait les corporations d'art et métiers du moyen-âge européen, et soulignait que ses membres considéraient la poésie comme une profession, un métier d'art, exigeant un travail méthodique et opiniâtre. Dans l'esprit de ses organisateurs, l'Atelier devait servir à transmettre la connaissance et servir à la pratique, et était un lieu d'apprentissage auprès de compagnons poètes. Goumilev et Gorodetski pensaient que les vers, « l'ouvrage ».(russe : вещь) devaient être créés selon des lois précises, des « techniques » (russe : технология). Un syndic était à la tête de l'atelier, le grand-maître. Il y avait officiellement trois syndics ; Goumilev, Gorodetski et Dmitri Kouzmine-Karavaev (ru), un juriste qui aimait la poésie et les aidait notamment à éditer les vers.
Dans un premier temps les participants à l'Atelier ne se réclamèrent d'aucune tendance littéraire, et ne poursuivaient aucun objectif esthétique particulier, mais à partir de 1912, ils se tournèrent vers l'acméisme.
L'idée et la création de l'Atelier furent accueillies avec scepticisme par une partie des poètes. Igor Severianine, dans le poème Le piano de Léandre crée pour en qualifier les membres le néologisme de sans-dons (безда́ри). Alexandre Blok y vit un formalisme « sans divinité et sans inspiration ».
L'union publia des recueils poétiques, et des vers et des articles de ses membres parurent également dans les revues Hyperborée et Apollon. Elle se dissout en avril 1915.
Le second Atelier des poètes fut actif en 1916 et 1917, sous la direction de Gueorgui Ivanov et de Gueorgui Adamovitch, et se détacha le l'acméisme.
Le troisième Atelier des poètes fut reconstitué en 1920 par Goumilev et ensuite Adamovitch, et dura deux ans, pendant lesquels il édita quatre almanachs.

## Atelier des poètesde Moscou
Cette union exista en 1924-1925. Les rencontres avaient lieu dans l'appartement d'Anna Antonovskaïa (ru). L'Atelier publia en 1925 le recueil Le joint (« Стык »).

## Atelier des poètesde Tbilissi
L'union fut fondée le 11 avril 1918 par Gorodetski et fut active pendant environ quatre ans. Elle associa d'abord des poètes d'orientation différentes, mais se réclama ensuite de l'acméisme, et une partie de ses membres la quittèrent. D'après les mémoires de Ripsima Pogosian, qui en fut membre, environ trente poètes participaient à l'Atelier. Il publia en 1918 l'almanach ACMÉ (« АКМЭ »).

## Atelier des poètesde Bakou
Cette union, qui fut active moins d'un an, fut fondée en 1920 par Gorodetski, après son départ de Tbilissi pour Bakou.

## Ateliers des poètesen Europe
Après l'émigration d'une partie des membres du Troisième atelier des poètes, des cercles portant ce nom furent créés par eux à Paris et à Berlin. L'Atelier des poètes de Berlin publia en 1923 un recueil de vers éponyme.